# Adaosuri de prelucrare
Adaosul de prelucrare (în engleză machining allowance; în franceză surépaisseur d'usinage) reprezintă stratul de material care trebuie eliminat prin așchiere de pe suprafața piesei de prelucrat, în vederea obținerii suprafeței finite, în limitele de precizie și de  calitate a suprafeței, prevăzute în documentația de execuție.
Forma finită a unei piese, dimensiunile finite și calitatea suprafețelor se obțin prin mai multe operații tehnologice și faze tehnologice, prin care se urmărește eliminarea succesivă a erorilor de la prelucrarea precedentă, prin îndepărtarea prin așchiere a unor straturi de material, până ce se obțin forma, dimensiunile și calitatea  suprafeței cerute. Stratul de material îndepărtat formează adaosul de prelucrare. Adaosul de prelucrare este considerat pe direcție normală pe suprafață.

## Noțiuni de bază
Se deosebesc următoarele noțiuni de bază în legătură cu adaosurile de prelucrare:
Adaosul de prelucrare intermediar este stratul de material care  trebuie eliminat prin așchiere la o operație sau fază determinată, de pe suprafața considerată.
Adaosul total  de prelucrare reprezintă grosimea stratului de material care se îndepărtează prin așchiere în toate operațiile/fazele tehnologice a suprafeței considerate, până ce se obține doimensiunea finală. Adaosul total pentru o suprafață reprezintă, deci, suma adaosurilor intermediare necesare pentru prelucrarea completă a suprafeței considerate.
Adaosurile de prelucrare pot fi simetrice sau asimetrice. Adaosurile  simetrice (bilaterale) sunt necesare pentru prelucrarea suprafețelor exterioare și interioare de revoluție (cilindrice, conice) sau pentru prelucrarea simultană a suprafețelor plane paralele opuse. Adaosurile asimetrice (unilaterale) sunt adaosuri care au mărimi diferite pentru suprafețele plane care se prelucrează în faze/operații diferite sau adaosuri prevăzute pentru numai una dintre suprafețele opuse, cealaltă rămânând neprelucrată.

## Metode de determinare a adaosurilor de prelucrare
Pentru determinarea adaosurilor de prelucrare se folosesc următoarele metode:
- metoda experimental-statistică;
- metoda de calcul analitic.

Metoda experimental-statistică constă în stabilirea valorilor adaosurilor de prelucrare cu ajutorul unor standarde de stat sau prin utilizarea unor tabele de adaosuri, elaborate de întreprinderi de producție, pe baza experienței practice a industriei sau a unor date statistice. Folosirea tabelelor normative de adaosuri scurtează durata proiectării proceselor tehnologice, însă de obicei adaosurile au valori mărite, deoarece nu iau în considerare condițiile concrete de prelucrare a fiecărei suprafețe, de exemplu schema de orientare a piesei de prelucrat, erorile prelucrării anterioare etc.
Metoda de calcul analitic al adaosurilor, elaborată de prof. V. M. Kovan se bazează pe analiza factorilor care influențează mărimea adaosurilor la faza anterioară și cea actuală de prelucrare, ale procesului tehnologic. Spre deosebire de metoda precedentă la care se determină adaosul total direct din tabele, la calculul analitic se determină elementele componente ale adaosului intermediar și se stabilește legătura funcțională dintre acestea. Această metodă prevede calculul adaosurilor intermediare pentru toate fazele tehnologice efectuate succesiv pentru prelucrarea suprafeței considerate, sumarea lor pentru obținerea adaosului total al suprafeței respective, apoi calculul dimensiunilor intermediare ale suprafeței și determinarea dimensiunii acelei suprafețe pentru semifabricat. Dezavantajul metodei de calcul analitic constă în volumul mare de calcule necesare, de aceea este rar folosită în condiții industriale. Calculul analitic al adaosurilor de prelucrare se poate efectua numai după stabilirea traseului tehnologic, cu precizarea schemelor de orientare și fixare a piesei de prelucrat la fiecare ooperație, care pot genera erori de orientare și erori de fixare.

## Metoda analitică de calcul al adaosurilor de prelucrare
Calculul analitic al adaosurilor de prelucrare se bazează pe analiza factorilor care determină mărimea adaosului și stabilirea elementelor componente ale acestuia, pentru condițiile concrete de efectuare a diferitelor operații tehnologice.
La calculul analitic al adaosurilor se pornește de la premiza că mărimea adaosului intermediar pentru faza/operația curentă trebuie să fie suficientă pentru a putea fi înlăturate toate erorile de prelucrare apărute la faza/operația precedentă de prelucrare, la care se adaugă eroarea de instalare apărută la operația/faza curentă.
Mărimea adaosului de prelucrare influențează direct calitatea piesei. Dacă adaosul de prelucrare este prea mic, este dificil să se elimine abaterea de formă remanentă, erorile de poziție și defectele suprafeței, rezultate din prelucrarea precedentă. Dacă adaosul de prelucrare este prea  mare, va crește consumul de material, de scule așchietoare și de energie. Căldura generată prin așchierea unui adaos de prelucrare  mare, transferată piesei de prelucrat, va deforma piesa și va influența calitatea acesteia.
Erorile de prelucrare apărute la faza/operația precedentă și la operația curentă, care influențează adaosul de prelucrare intermediar minim sunt următoarele:
1. Înălțimea mnaximă a profilului de rugozitate Rz de la prelucrarea precedentă a suprafeței considerate. Pentru calculul adaosului necesar unei prelucrări oarecare i, în formula de calcul se introduce mărimea Rz i-1 de la prelucrarea precedentă i-1 a aceleiași suprafețe.
2. Adâncimea stratului superficial defect S, rezultat la faza/operația de prelucrare precedentă, strat ale cărui structură și proprietăți se deosebesc de cele ale metalului  de bază (strat decarburat sau cu sufluri, incluziuni nemetalice la semifabricate turnate).
3. Abaterile de poziție ale suprafeței de prelucrat, denumite pe scurt abateri spațiale ρ , rezultate la prelucrarea precedentă. Aceste abateri de poziție reciprocă, care influențează mărimea adaosului pot fi: abateri de la paralelism, abateri de la perpendicularitate, de la coaxialitate, de la simetrie etc. Abaterile spațiale apar datorită erorilor de execuție și deformării semifabricatelor turnate sau forjate, datorită deformărilor la tratamente termice, precum și din cauza erorilor geometrice ale mașinilor-unelte.
4. Eroarea de instalare εi la prelucrarea considerată (prezentă), formată din eroarea de orientare εo și eroarea de fixare εf a piesei de prelucrat. Eroarea de instalare se ia în considerare la calculul adaosului intermediar minim atunci când precizia de prelucrare se obține prin metoda obținerii automate a preciziei dimensiunilor (piesa de prelucrat așezată în dispozitiv, iar scula așchietoare reglată la dimensiune constantă). Dacă prelucrarea se execută prin metoda obținerii individuale a preciziei dimensiunilor, la care reglarea sculei se repetă la fiecare piesă următoare (identică) de prelucrat, deci dimensiunile se obțin „individual”, este necesară introducerea în formula de calcul al adaosului a erorii de verificare, în locul erorii de instalare.
În relațiile de calcul al adaosului, componentele adaosului rezultate la operația/faza precedentă sunt indexate cu indicele i-1, iar componenta care corespunde operației curente este indexată cu indicele i. Mărimea adaosului intermediar minim se calculează prin însumarea tuturor abaterilor prezentate mai sus.
Abaterile spațiale și eroarea de instalare sunt mărimi vectoriale, deoarece au atât o valoare numerică, cât și o direcție și un sens, de aceea însumarea lor se face vectorial.

### Relații de calcul al adaosurilor
Adaosul de prelucrare intermediar minim, pentru prelucrarea prin metoda obținerii automate a preciziei dimensiunilor, se calculează cu relațiile următoare:
- pentru adaosuri simetrice (pe diametru) la suprafețe exterioare sau interioare de revoluție:

```
   2A
pimin
 = 2(R
zi-1
 + S
i-1
) + 2[(ρ
2
i-1
 + ε
2
i
)]
1/2
```

- pentru adaosuri simetrice la suprafețe plane opuse (bilaterale), prelucrate simultan:

```
   2A
pimin
 = 2(R
zi-1
 + S
i-1
 + ρ
i-1
 + ε
i
)
```

- pentru adaosuri asimetrice (unilaterale) la suprafețe plane opuse prelucrate succesiv sau pentru o singură suprafață plană:

```
    A
pimin
 = R
zi-1
 + S
i-1
 + ρ
i-1
 + ε
i
```

Valorile elementelor componente ale adaosului de prelucrare din formulele anterioare depind de tipul semifabricatului, de tipul procedeelor de prelucrare prin așchiere și de schemele de orientare-fixare și sunt date în literatura  de specialitate.